# Mycosphaerella equiseticola
Mycosphaerella equiseticola är en svampart som tillhör divisionen sporsäcksvampar, och som beskrevs av Bond.-Mont. Mycosphaerella equiseticola ingår i släktet Mycosphaerella, och familjen Mycosphaerellaceae. Arten är reproducerande i Sverige.